# Constantino Contomita
Constantino Contomita (em grego: Κωνσταντῖνος ὁ Κοντομύτης; romaniz.: Constantinos Kontomytes/Contomytes; fl. 841–860) foi um general e nobre bizantino.

## Biografia
Como governador (estratego) do Tema Tracesiano, Constantino Contomita infligiu uma severa derrota aos sarracenos cretenses em 841, quando invadiram a rica comunidade monástica do monte Latros. Pouco antes ou logo depois, a filha de Constantino casou-se com o magistro Bardas, sobrinho da imperatriz Teodora (r. 830–842) pela lado de sua mãe e do patriarca Fócio do lado de seu pai. Bardas mais tarde assumiu o sobrenome de seu sogro.
Em 859, o imperador Miguel III, o Ébrio (r. 842–867) enviou-o para a Sicília como chefe de 300 navios para confrontar os árabes na ilha. O exército bizantino sofreu uma pesada derrota perto de Siracusa sob os árabes de Abas ibne Alfadle e foram forçados a voltar para seus navios. Com a chegada da frota bizantina, muitas cidades sicilianas rebelaram-se contra os sarracenos, porém isso não foi suficiente para pará-los, e eles novamente derrotaram os bizantinos nas proximidades de Cefalù.